# サミー・デイヴィスJr.

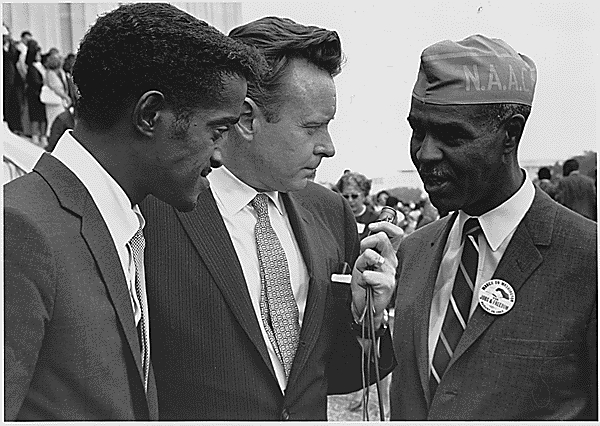
公民権パレード参加中のサミー（1963年）

サミー・デイヴィスJr. （Sammy Davis Jr.、- ジュニア、本名：Samuel George Davis, Jr.、1925年12月8日 - 1990年5月16日）は、アメリカの歌手、俳優、エンターテイナー。

## プロフィール

### 生い立ち
ニューヨーク州のハーレム地区でボードヴィル・ショー巡業を生業とする一家に、アフリカ系アメリカ人の父とプエルトリコ系ユダヤ人の母の間に生まれた。
幼少の頃から音楽や楽器、ダンスのレッスンを受け、3歳のときに初舞台に立つ。巡業でアメリカ中を転々としていたため、通信教育で高校卒業資格を取得する。

### スターダムに
1944年には徴兵されアメリカ陸軍に入隊し、第二次世界大戦に一兵卒として参戦したものの、その経歴から最前線の兵士としてではなく、兵士向けのショーなどを行う慰問部隊に配属された。
1954年に初のレコードをリリースし、その高いエンターテイメント性と音楽的才能が幅広い層から高い評価を受けて全米で大ヒット作となり、一躍全米レベルでのスターダムにのし上がった。また歌だけでなく、その抜群のリズム感を生かした素晴らしいタップ・ダンスの魅力、またフレッド・アステアやフランク・シナトラなどの、他の歌手やエンターテイナーの物真似芸も得意とし高い人気を得た。

### 「シナトラ一家」

左からフランク・シナトラ､ディーン・マーティン､サミー・デイヴィスJr.､ピーター・ローフォード、ジョーイ・ビショップ。

1950年には、当時人気絶頂であったフランク・シナトラに見出され、1958年シナトラとディーン・マーティン、ピーター・ローフォード、ジョーイ・ビショップらとともに「シナトラ一家」（「ラット・パック」）を組み、シナトラがネバダ州・ラスベガスに所有するカジノホテル「サンズ」を中心にツアーを行ったほか、犯罪コメディ『オーシャンと十一人の仲間』（後にジョージ・クルーニー、ブラッド・ピット、アンディ・ガルシアなどの出演でリメイクされた『オーシャンズ11』のオリジナル）、更に痛快西部劇『荒野の3軍曹』（インド駐屯兵を主人公にした名画ガンガ・ディンのリメイク）、ミュージカル仕立てのギャング映画『七人の愚連隊』などの佳作映画に出演した。
この頃はアメリカ国内において公民権運動が徐々に高まりつつあったが、南部などを中心にまだまだ白人による人種差別が激しく、多くのホテルやレストランが客として受け入れることを拒んでいたアフリカ系アメリカ人であるサミーを一家に入れて「サンズ」のショーに出演させることに反対するものが多かった。
しかしシナトラはサミーの音楽センスを高く評価していた上に、自身が新興移民のイタリア系であることから、自ら人種差別を受けることも多く人種差別を嫌悪していたため、周囲の反対を押し切ってサミーをシナトラ一家に迎え入れた。

### アメリカを代表するエンターテイナー

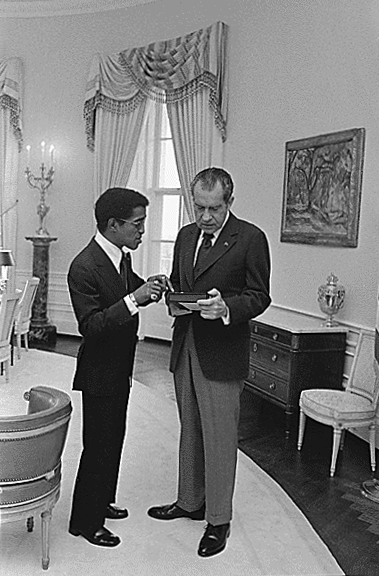
リチャード・ニクソン大統領とともに（1973年）

「オーシャンと十一人の仲間」以降も、「七人の愚連隊」などの映画に出演した他、ラスベガスなどでのショーやテレビへの出演などを通じて20世紀のアメリカを代表するエンターテイナーの1人として世界的に活躍した。
しかし、1954年に交通事故で左目を失明したり、当時まだ人種差別が法律で認められていたアメリカにおいて、様々な歴史的経緯からアメリカ合衆国において差別をされているユダヤ教徒とアフリカ系アメリカ人の混血であるがゆえに、さまざまな場面で過酷な人種差別を受けるなど、成功の影で苦労も多かった（これに抗議してか、後にユダヤ教に再改宗している。この点はアルノルト・シェーンベルクと似ている）。

### 日本での活躍
1963年に初来日して以降、フランク・シナトラやライザ・ミネリとの共演を含め、生涯を通じて数回の来日公演を行った他、1973年に放映されカンヌ国際広告祭でグランプリを受賞したサントリーホワイトのテレビCM出演を通じて、お茶の間でもおなじみの顔となった。また、主演作の多くが公開されたこともあり、俳優としてもお馴染みであった。1988年には片岡物産のモンカフェのテレビCMに出演していた。
初来日以降は以下の日本公演がある。
・1970年
　　　大阪万国博覧会における特別公演
- 1976年
5月16日 ホテルオークラ、18日 日本武道館、26日 福岡市九電記念体育館、29日,30日 フェスティバルホール、31日 エルモロッコ
- 1984年
12月17日 大阪厚生年金会館、19日,20日 NHKホール、21日 新高輪プリンスホテル飛天の間
- 1989年（with フランク・シナトラ、ライザ・ミネリ）
2月23日 大阪城ホール、25日 東京ベイN.Kホール

### 死去
1989年、喉頭ガンを発症・公表。1990年5月16日、カリフォルニア州のビバリーヒルズにある自宅で喉頭ガンで死去した。64歳没。ガンを宣告された時、喉の一部を摘出するより、化学療法と放射線療法で声を維持することを望んだが、死去の数週間前に喉頭は全摘出された。亡骸はカリフォルニア州グレンデールにある墓地に埋葬されている。

## 代表出演作
- ポギーとベス（1959年）
- オーシャンと十一人の仲間（1960年）
- 第三の脱獄（1962年）
- 荒野の3軍曹（1962年）
- 七人の愚連隊（1963年）
- 三文オペラ（1963年）

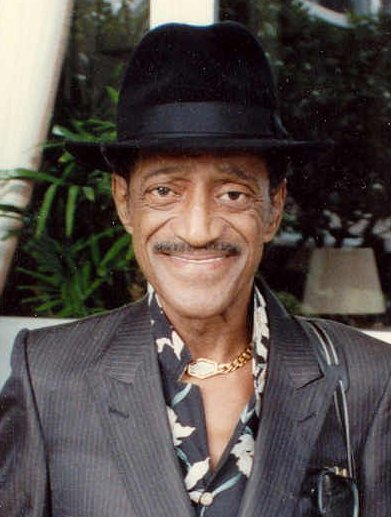
（1989年）

- 君は銃口/俺は引金（1968年）ピーター・ローフォードと一緒に製作兼任でW主演
- ジェームズ・ディーンのすべて/青春よ永遠に（1975年）
- キャノンボール（1980年）
- キャノンボール2（1983年）
- ザッツ・ダンシング!（1984年）
- タップ（1989年）

## 代表作
- ベスト・オブ・サミー・デイビス
- アット・タウン・ホール
- サミー・デイヴィスJr.＆カウント・ベイシー
- イッツ・マジック
- ムード・トゥ・ビー・ウード

## 受賞
- グラミー賞名誉賞（2002年）
- エミー賞コメディ部門（1990年）

## 著書
- 『ハリウッドをカバンにつめて』（清水俊二訳、早川書房、1981年／ハヤカワ文庫、1984年）
- 『ミスター・ワンダフル　サミー・デイヴィス・ジュニア自伝』（柳生すみまろ訳、文藝春秋、1990年）

## 外部サイト
- 公式サイト（英語）
- サミー・デイヴィスJr. - IMDb（英語）